# Dungannon Swifts
Die Dungannon Swifts sind ein nordirischer Fußballverein aus Dungannon (County Tyrone), der in der NIFL Premiership, der höchsten Spielklasse, spielt.

## Geschichte
Der Verein wurde im Jahre 1949 durch ein aus mehreren Personen bestehendes Komitee gegründet. Im ersten Jahr seines Bestehens nahm man zunächst nur am vom lokalen Fußballverband Mid-Ulster Football Association ausgerichteten Mid-Ulster Shield-Bewerb teil. 

### Mid-Ulster League (1950 bis 1973)
Erst mit der Saison 1950/51 trat Dungannon schließlich der Mid-Ulster League bei und sorgte daneben als Finalist im Mid-Ulster Shield, im Alexander Cup sowie im Foster Cup jeweils für Aufsehen. Nach insgesamt zwanzig Jahren Zugehörigkeit zur Mid-Ulster League, in welcher die Dungannon Swifts in den Jahren 1971 und 1972 zweimal hintereinander die Meisterschaft erringen konnte, folgte mit der Saison 1972/73 die Aufnahme in die Irish League B-Division, der damals höchsten Amateurliga im nordirischen Fußball und Vorgängerliga der heutigen NIFL Premiership.

### Amateurliga (1973 bis 1997)
Hier konnte sich Dungannon gleich im ersten Jahr mit einem abschließenden vierten Rang behaupten. Im Jahr 1975 wurde der Stangmore Park von der Courtaulds Ltd angekauft, der seither als Heimstadion des Vereins genutzt wird. Die zunächst nur aus einem Holzprovisorium bestehenden Vereinsräumlichkeiten wurden gleichsam erst im August 1982 durch ein eigenes Gebäude ersetzt. Im Frühjahr 1981 krönten die Swifts ihre bis dahin erfolgreichste Spielzeit mit dem Vizemeistertitel der B-Division. Der Stellenwert des Vereins in Mid-Ulster wurde während der 1980er und 1990er Jahre zudem mit dem achtmaligen Gewinn des Bob Radcliffe-Cup zwischen 1981 und 1996 weiter ausgebaut. Den wohl größten Erfolg dieser Jahre erlebte Dungannon jedoch unbestritten in der Saison 1987/88, als zum dritten Mal nach 1971 und 1976 der Gewinn des Mid-Ulster Cup gelang und man im Finale mit 2:1 über den Erstligisten Glenavon FC triumphieren konnte.

### First Division (1997 bis 2003)
Auch nach der Reform des nordirischen Ligasystems 1995 und der damit einhergehenden Aufteilung der vom Amateurfußball weiterhin getrennten obersten Spielklasse in Premier Division und First Division, starteten die Swifts zunächst weiterhin in der Amateurliga. Erst zwei Jahre später, im Zuge der Vergrößerung der Premier League von acht auf zehn Vereinen, wurde der Klub quasi als Nachrücker aus dem Amateurlager zur Teilnahme an der First Division eingeladen. Nach einem anfänglichen vierten Rang in der Saison 1997/98 folgten mehrere glanzlose Jahre in der neuen Liga, ehe man die Saison 2001/2002 als drittplatzierter Klub wieder in der oberen Tabellenhälfte abschließen konnte. Dies allerdings mit großem Abstand auf die beiden ersten Plätze, welche aufgrund einer abermaligen Vergrößerung der Premier League auf nunmehr 12 Vereine zum direkten Aufstieg berechtigten. Der Traum von der Premier League sollte sich aber im folgenden Jahr endlich erfüllen, als man als Meister der First Division 2003 mit drei weiteren Vertretern aus der First Division den Sprung in das nunmehr auf 16 Klubs ausgebaute Oberhaus des nordirischen Fußballs schaffte. 

### Premier League (2003 bis heute)
Der Einstand in der Premier League glückte den Swifts schließlich mit einem soliden 10. Platz, der mit zehn Punkten Abstand vor den Relegationsrängen das gesetzte Ziel des Klassenerhalts sicherte. Mit derart bescheidenen Saisonaussichten gab man sich in der nachfolgenden Spielzeit offensichtlich aber nicht mehr zufrieden. Nach sehr ansprechenden Leistungen konnte Dungannon überraschend lange Anschluss an die Tabellenspitze halten und die Saison 2004/05 schließlich auf dem vierten Platz abschließen. Dies reichte aus, um sich für den im Jahr zuvor ins Leben gerufenen Setanta Sports Cup zu qualifizieren, dem ersten gesamtirischen Pokalbewerb seit den 1970er-Jahren, der von der Irish League und der irischen Nationalliga gemeinsam austragen wird. In einer Gruppe mit dem Portadown FC, Cork City und dem späteren Sieger Drogheda United schied man jedoch im Frühjahr 2006 vorzeitig aus.
Mit einem weiteren vierten Tabellenrang am Ende der Saison 2005/06 gelang dem Verein die Qualifikation für den UEFA Intertoto Cup, womit die Swifts erstmals auf europäischer Ebene auftreten durften. Die Qualifikation Dungannons war zunächst aber nicht ganz unumstritten, da der fünftplatzierte Cliftonville FC zuvor Widerspruch gegen die Wertung einer Begegnung gegen den Coleraine FC eingelegt hatte, bei der Coleraine einen nicht spielberechtigten Spieler eingesetzt hatte. Obwohl man von Seiten des Cliftonville FC der Auffassung war, dass die Partie nachträglich zu seinen Gunsten gewertet und man dadurch in der Tabelle vor Dungannon rangieren müsse, wurde der Protest von der IFA abgewiesen, so dass für die Swifts der Weg nach Europa frei war. Nachdem man zuvor vom Keflavík ÍF in Island mit 1:4 geschlagen worden war, kam man zuhause nicht über ein torloses Remis hinaus und scheiterte so bereits in der ersten Runde. 
Auch wenn man sich nach der letzten Runde der Saison 2006/07 mit dem achten Platz zufriedengeben mussten, hielt das Jahr 2007 für den Klub dennoch einige erhebende Momente bereit. Die wiederholte Teilnahme am Setanta Cup bescherte Dungannon Gruppenspiele gegen den irischen Pokalfinalisten St Patrick’s Athletic sowie einmal mehr gegen Portadown und Cork City, wobei man am Ende wie gehabt den Vereinen der irischen Nationalliga den Vortritt lassen musste. Mit dem Erreichen des Pokalfinales am 5. Mai 2007 gegen den alten und neuen Meister Linfield sorgte die Mannschaft allerdings für den unumstrittenen Höhepunkt der bisherigen Vereinsgeschichte. Doch obwohl man dem Finalgegner einen harten Kampf lieferte und den Rekordmeister zunächst in die Verlängerung und beim Stand von 2:2 zur Entscheidung im Elfmeterschießen zwingen konnte, zeigten die Swifts im entscheidenden Moment Nerven. Linfield gewann am Ende mit 5:4 und sicherte sich damit zum zweiten Mal in Folge das Double.
Die Mannschaft konnte sich immerhin damit trösten, dass sie als Pokalfinalist bereits automatisch für den UEFA-Cup qualifiziert war, wo man schließlich den litauischen Verein FK Sūduva Marijampolė zugelost bekam. Ein 1:0-Heimerfolg im Hinspiel stand am Ende aber einer mit 0:4 wohl etwas zu hoch ausgefallenen Niederlage im Rückspiel gegenüber, womit die Swifts einmal mehr aus dem europäischen Rennen waren. Nach einer in vieler Hinsicht durchschnittlichen Saison 2007/08 sicherte sich der Klub mit Rang 10 dieselbe Tabellenposition wie in der ersten Saison nach dem Aufstieg in die damalige Premier Division.

### IFA Premiership
Der Antrag des Dungannon Swifts FC auf Teilnahme in der künftig auf 12 Mannschaften reduzierten IFA Premiership wurde am 13. Mai 2008 durch den IFA-Exekutivausschuss positiv beschieden. In der für die Vergabe der Startplätze ausschlaggebenden Rangfolge, bei der mehrere Faktoren (u. a. sportlicher Erfolg, Finanzen, Infrastruktur) jedes Vereins berücksichtigt wurden, erreichte Dungannon mit 855 Punkten den sechsten Platz.

### Setanta Sports Cup
Da der Setanta Cup 2008, für den sich Dungannon als Pokalfinalist der Saison 2006/07 bereits zum dritten Mal in Folge qualifizieren konnte, nach Terminkollisionen mit der seit kurzem dem Kalenderjahr folgenden irischen Nationalliga nun in zwei Phasen – im Frühjahr und Herbst – ausgetragen wird, steht das Abschneiden der Dungannon Swifts in der Gruppenphase gegen Drogheda United, Cork City und Cliftonville noch aus.

## Erfolge
- Irish Cup: 1 
  - 2024/25

- Nordirischer Ligapokal: 1 
  - 2017/18

- First Division: 1
  - 2002/03

- Mid-Ulster League: 2
  - 1970/71, 1971/72

- Ulster Cup: 1
  - 2002/03

- Mid-Ulster Cup: 11
  - 1970/71, 1975/76, 1987/88, 1996/97, 2005/06, 2008/09, 2012/13, 2013/14, 2014/15, 2015/16, 2024/25

- Mid-Ulster Shield: 1
  - 1970/71

- Intermediate Cup: 2
  - 1977/78, 1991/92

- Bob Radcliffe Cup: 9
  - 1981/82, 1985/86, 1986/87, 1989/90, 1992/93, 1993/94, 1994/95, 1995/96, 2005/06

- Alexander Cup: 4
  - 1967/68, 1969/70, 1970/71, 1971/72

- George Wilson Cup: 3
  - 1973/74, 2003/04, 2005/06

- Louis Moore Cup: 1
  - 1975/76

- Mid-Ulster Youth Cup: 2
  - 2013/14, 2016/17

## Europapokalbilanz
| Saison  | Wettbewerb             | Runde                  | Gegner             | Gesamt | Hin     | Rück          |
| ------- | ---------------------- | ---------------------- | ------------------ | ------ | ------- | ------------- |
| 2006    | UEFA Intertoto Cup     | 1. Runde               | Keflavík ÍF        | 1:4    | 1:4 (A) | 0:0 (H)       |
| 2007/08 | UEFA-Pokal             | 1. Qualifikationsrunde | Sūduva Marijampolė | 1:4    | 1:0 (H) | 0:4 (A)       |
| 2025/26 | UEFA Conference League | 2. Qualifikationsrunde | FC Vaduz           | 1:3    | 1:0 (A) | 0:3 n. V. (H) |

Gesamtbilanz: 6 Spiele, 2 Siege, 1 Unentschieden, 3 Niederlagen, 3:11 Tore (Tordifferenz −8)